# Großsteingrab Ludwigsburg
Das Großsteingrab Ludwigsburg war eine megalithische Grabanlage der jungsteinzeitlichen Trichterbecherkultur bei Ludwigsburg, einem Ortsteil von Loissin im Landkreis Vorpommern-Greifswald (Mecklenburg-Vorpommern). Es trägt die Sprockhoff-Nummer 553. Die Anlage wurde 1937 ausgegraben und später zerstört. Die bei der Grabung gemachten Funde befinden sich heute in der Sammlung der Universität Greifswald.

## Lage
Das Grab befand sich direkt im Ort in einem Garten an der Strandstraße. Bei der Ausgrabung wurden in unmittelbarer Nähe auch Spuren einer slawenzeitlichen Siedlung entdeckt.

## Beschreibung
Die Anlage war bei der Ausgrabung oberirdisch fast völlig zerstört, sodass sie zunächst irrtümlich für ein Flachgrab gehalten wurde. Eine Hügelschüttung oder eine steinerne Umfassung konnten nicht festgestellt werden. Bei der Grabkammer handelt es sich um einen ost-westlich orientierten Großdolmen. Es waren noch der untere Teil des südlichsten Wandsteins der östlichen Langseite sowie das Bodenpflaster vorhanden. Durch senkrecht aufgestellte Steinplatten war die Kammer in Quartiere eingeteilt. Zudem wurde ein Schwellenstein gefunden. Nach Ernst Sprockhoffs Rekonstruktion bestand das Grab ursprünglich aus drei Wandsteinpaaren an den Langseiten, einem Abschlussstein an der nördlichen Schmalseite und einem kurzen, aus einem Wandsteinpaar bestehenden Gang an der südlichen Schmalseite. Zwischen Gang und Kammer lag der Schwellenstein. Die Kammer war trapezförmig und hatte eine Länge von 3,7 m sowie eine Breite von 2,2 m im Norden bzw. 1,6 m im Süden. Der Gang hatte eine Breite von 0,6 m.
Bestattungsreste wurden nicht gefunden. An Grabbeigaben wurden mehrere Keramikgefäße und Feuerstein- bzw. Steingeräte entdeckt. Bei den Gefäßen handelte es sich um ein doppelkonisches Hängegefäß, ein Fragment einer Schale, Scherben eines nicht näher bestimmbaren Gefäßes, ein Bruchstück eines weiteren Hängegefäßes, die Randscherbe eines Tonnengefäßes, mehrere verzierte Scherben sowie ein Henkelgefäß der Havelländischen Kultur. An Feuersteingeräten wurden fünf Beile, 16 querschneidige Pfeilspitzen, zwei Klingen und 24 Klingenabschläge entdeckt. Das einzige Gerät aus Felsgestein war ein weiteres Beil.